# نووا وتشلنیتسه
نووا وتشلنیتسه (به چکی: Nová Včelnice) یک منطقهٔ مسکونی و شهرستان دارای شهرک سابقاً روستا در جمهوری چک است که در ناحیه ییندریخوف هرادتس واقع شده‌است. نووا وتشلنیتسه ۲٬۳۷۲ نفر جمعیت دارد.